# Státní znak Kosova
Státní znak Kosova, je znakem nezávislého státu, který se jednostranně odtrhl od Srbska. Stát byl uznán většinou demokratických států, mnoho států jej však neuznalo. Srbsko stále považuje Kosovo (dle srbské ústavy z roku 2006) za své území.
Znak kopíruje kresbu kosovské vlajky – zlatá silueta kosovského území pod šesti bílými pěticípými hvězdami na modrém zlatě lemovaném štítu. Stejně jako na vlajce i zde šest bílých hvězd symbolizuje šest hlavních etnických skupin žijících na tomto území: Albánce, Srby, Turky, Gorany (v překladu doslova „horští lidé“), Romy a Bosňáky.

## Historie
Kosovo a Metochie (srbská autonomní oblast) byla od roku 1999 spravována OSN (rezoluce č. 1244, mise UNMIK). Prozatímní instituce samosprávy získaly 2. července 2003 své logo, které bylo užíváno jako neoficiální znak území. Logo bylo tvořeno modrým štítem s bronzovou siluetou území, po stranách stříbrné olivové ratolesti a nahoře tři zlaté, pěticípé hvězdy, to celé uzavřené bronzovou linkou podél okrajů štítu. Nad linkou, v hlavě štítu, tři položené bronzové spirály ve tvaru písmene S.
Olivové ratolesti byly převzaty z vlajky OSN, spirály symbolizovaly ilyrské království Dardanie ze 4. století př. n. l. Dardanie je v současnosti označení okolí Prištiny, hlavního města Kosova, a spirály jsou zobrazeny i na znaku a vlajce tohoto města.

Logo Prozatímních institucí samosprávy, neoficiální kosovský znak (2003–2008)

Ahtisaariho plán kosovské budoucnosti (Vídeň, 26. ledna 2007) požadoval, aby symboly nového, nezávislého státu vzaly v úvahu multietnický charakter státu. 14. června 2007 byla vyhlášena soutěž na nové symboly, do které přišlo 993 návrhů. Kosovskému parlamentu byly 4. února 2008 předloženy 3 návrhy vlajky, ze které současný znak vychází. Autorem vlajky byl Muhamer Ibrahimi.
Kosovský znak byl (spolu s vlajkou) schválen 17. února 2008, v den jednostranného vyhlášení nezávislosti na Srbsku, kosovským parlamentem. Zákon o státních symbolech a úředních svátcích byl schválen 109 hlasy. O dva dny později byl formálně schválen i Zákon o používání státních symbolů.